# College van Engelse Jezuïeten

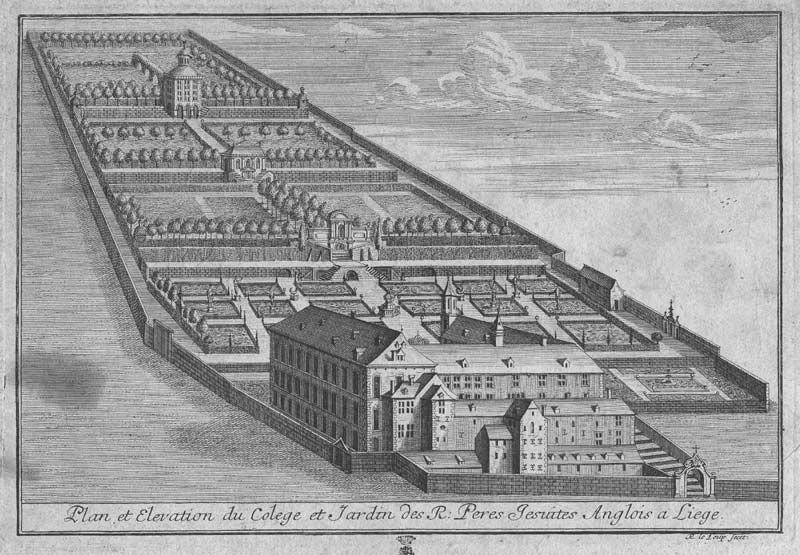
College van Engelse Jezuïeten in Luik

Het College van Engelse Jezuïeten (1616-1794) was een jezuïetenschool in het prinsbisdom Luik. De school leidde jezuïeten op uit Engeland en de Engelse kolonies. Na de afschaffing van de Jezuïetenorde (1773) bleef de school bestaan als Académie Anglaise. Het was de enige school voor hoger onderwijs in het Prinsbisdom Luik, wat de universiteit van Leuven met lede ogen aanzag.
Andere naam: Engels-Beiers college. Deze naam wijst op de belangrijke steun van de prins-bisschoppen van Luik die zelf uit Beierse adel kwamen.

## Historiek (1616-1794)

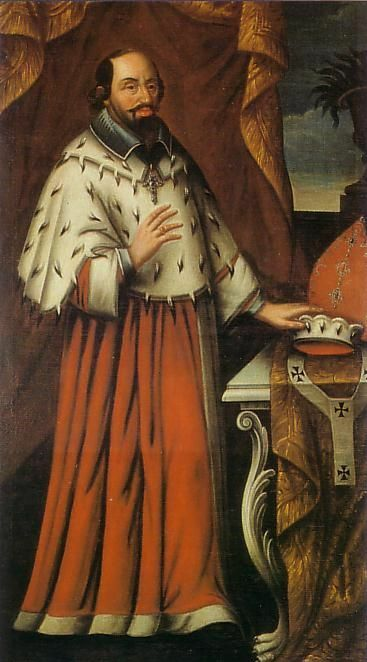
Ferdinand van Beieren, prins-bisschop van Luik (en van Keulen) aarzelde niet de Engelse jezuïeten in bescherming te nemen (1616)

### Jezuïeten
Het Buskruitverraad in Engeland (1605) betekende het begin van vervolgingen van katholieken en jezuïeten in Engeland. Zij weken uit naar Brugge, Watten, Leuven, Sint-Omaars en Luik. In Luik kochten ze op de helling van La Citadelle een huis met een uitgestrekt stuk land. Het College lag dicht bij het prins-bisschoppelijk paleis. Priesterstudenten volgden er hun studies. Het College van Engelse Jezuïeten genoot onmiddellijk de steun van de prins-bisschop van Luik en prins-aartsbisschop van Keulen, Ferdinand van Beieren. De prins-bisschop zag in de uitbouw van dit priesterseminarie de eerste stap naar een universiteit in Luik. Zelf was Ferdinand van Beieren een oud-leerling van jezuïetenonderwijs in het Rooms-Duitse Rijk. Dit jezuïtisch priesterhuis kwam hem goed uit, want hiermee kon hij zich publiek afzetten tegen de jansenisten in de priesterseminaries in de Spaanse Nederlanden. Zijn voorganger, Ernst van Beieren, had immers onder enige dwang het College van Luik in Leuven opgericht, want priesterstudies in het prinsbisdom Luik waren ontoelaatbaar volgens de Universiteit van Leuven. Nu werd de kans geboden om zich los van de Leuvense universiteit te ontwikkelen. Aartshertog Albrecht, landvoogd van de Spaanse Nederlanden, kwam tussen in het conflict en legde elke ambitie van het College van Engelse Jezuïeten aan banden. De aartshertog verdedigde de belangen van de Leuvense universiteit tot in het buurland Luik: Engelse studenten mochten voor hem, Luikse priesterstudenten mochten niet. Tijdens de eerste jaren van het College waren er een 40-tal studenten.
Het jezuïetenonderwijs in Luik was gekenmerkt door een doorgedreven onderricht in de wiskunde, naast de filosofie en de theologie. 
De broer van de prins-bisschop, keurvorst Ferdinand I van Beieren, schonk het College een eeuwigdurende jaarrente, die jaarlijks moest uitbetaald worden, wat ook gebeurde tot in 1794. Ook andere Beierse familieleden van de prins-bisschoppen schonken giften aan het College in Luik. Een groots gebouw werd neergezet in de 18e eeuw (zie tekening). Vanaf de 2e helft van de 17e eeuw mochten Luikse leerlingen er middelbaar onderwijs volgen. Het College had een vermaarde bibliotheek; achter slot en grendel werden de verboden boeken bewaard, zoals geschriften van Duitse Gereformeerden. Zo ook waren er Engelse manuscripten, gesmokkeld uit Engeland, en Chinese werken bewaard. Het College bezat maquettes van de kosmologie. Het College haalde gemakkelijk zo'n 150 studenten per jaar.
De Engelse studenten keerden na hun jezuïtische studies in Luik naar Engeland terug. In de clandestiniteit deden ze aan katholiek bekeringswerk. Voor de Engelse jezuïeten waren Engeland en de Engelse kolonies immers missiegebied. In totaal werden meer dan 90 jezuïeten in die bijna twee eeuwen College gevormd die naar de Engelse kolonies trokken. Het ging hoofdzakelijk om Noord-Amerika, veelal Pennsylvanië en Maryland. De bekendste is John Carroll. Hij werd later de eerste rooms-katholieke bisschop in de onafhankelijke Verenigde Staten van Amerika. De jezuïeten leefden niet geïsoleerd in hun college. Zo is het verhaal bekend van Thomas Hildeyard. Hij ontwierp een astronomisch uurwerk voor Luik; voor een steenkoolmijn in de buurt bouwde Hildeyard een primitief type van pomp en onderzocht nieuwe technieken. 

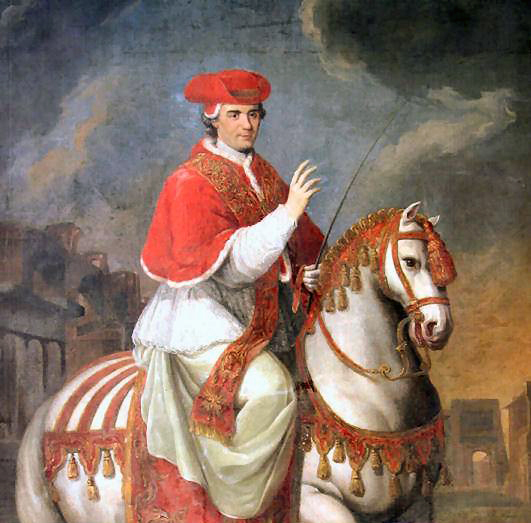
Paus Clemens XIV schafte de Jezuïetenorde af maar stichtte onmiddellijk een Académie Anglaise in Luik (1773)

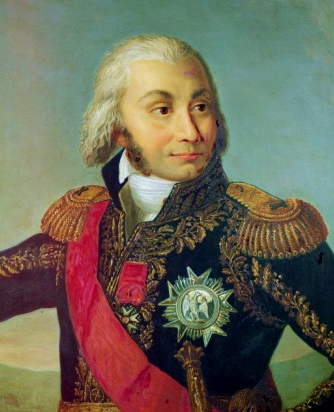
Generaal Jourdan sloot het College in 1794.

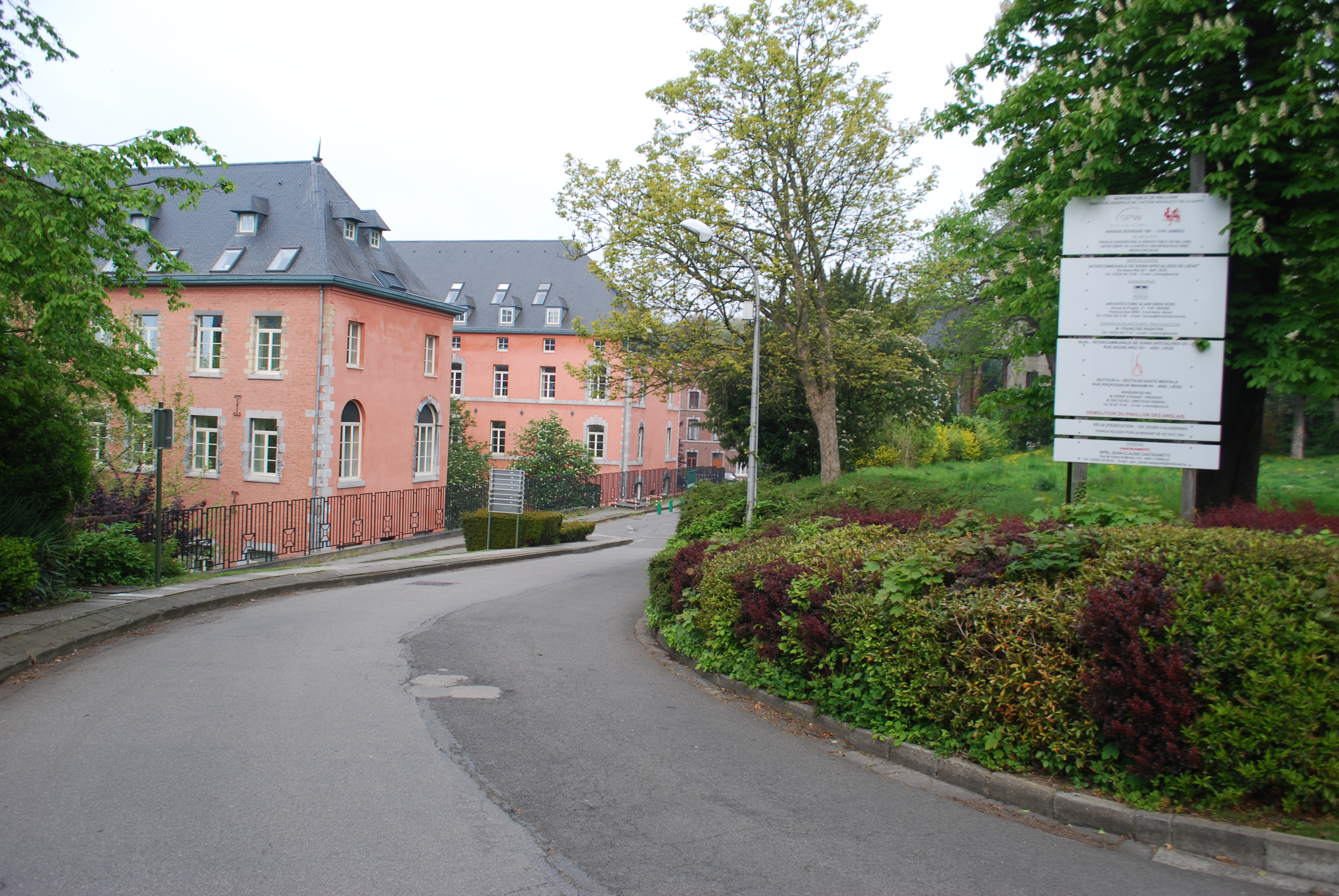
Huidig Waals ministerie in de Rue des Anglais

### Ex-jezuïeten
Paus Clemens XIV schafte in 1773 de Jezuïetenorde in Europa af. De prins-bisschop van Luik, von Velbrück, zocht naar een elegante oplossing. Net zoals zijn voorgangers wou hij het College, als enige instelling van hoger onderwijs in zijn prinsbisdom, zich niet zomaar laten afpakken. Hij verkreeg van de paus dat het College verder bleef bestaan als Académie Anglaise, met in het bestuur en in het onderwijs talrijke ex-jezuïeten. Het Jezuïetencollege werd zo een pauselijke academie. Meerdere Goede Steden in het prinsbisdom gingen overigens verder dan de prins-bisschop: zij wilden ook hoger onderwijs in de rechten, in de talen en in de medicijnen. Voor al deze studies moesten studenten uit het prinsbisdom immers naar het buitenland, meestal naar Leuven. Het bleef bij kerkelijk onderwijs. Elke verwijzing naar de Jezuïetenorde was verdwenen maar de mentaliteit en het personeel waren onveranderd. 

### Fransen
In de jaren 1792-1794 stormden de Franse troepen van generaal Jean-Baptiste Jourdan door tot in het prinsbisdom Luik. Vanaf 1792 emigreerden de bewoners van het College naar Engeland. In 1794 sloten de Fransen definitief de Académie Anglaise. De laatste docenten en de studenten, bijgenaamd de boys, vluchtten naar Maastricht met een aantal kisten boeken (1794). In Wyck lieten ze de boeken achter en reisden via Rotterdam naar Stonyhurst College, nabij Clitheroe in het Engelse graafschap Lancashire. De Franse troepen laadden ook zoveel mogelijk boeken uit de bibliotheek in kisten en transporteerden ze naar Parijs. Zij gebruikten het College als stapelhuis. In 1802 keerden enkele Engelse jezuïeten terug naar Luik doch een heropening van het College zat er niet in. Zij hielden zich uitsluitend bezig met het beheer en transport van de inboedel. Zij bleven wonen in het pand, tot de laatste jezuïet overleed in 1824.

## Bestemmingen nadien
- Het Verenigd Koninkrijk der Nederlanden kocht het pand in 1826. In 1827 volgde, voor de laatste maal, een verkoop van de inboedel. Ook manuscripten, die kennelijk her en der waren gerecupereerd in Wyck, werden publiek verkocht. Het gebouw zelf was in redelijk staat bewaard. De Nederlandse overheid bracht de brandweer van Luik onder in het gebouw.
- Na 1830 kreeg het gebouw meerdere functies, zowel militaire functies als diverse functies van de stedelijke brandweer.
- Van 1880 tot 1984 was het College een ziekenhuis, onder de naam Hôpital des Anglais. Er was geen relatie meer met Engeland doch de naam verwees naar de bijna 200 jaar aanwezigheid van Engelse jezuïeten in Luik[8].
- Nadien bleef het gebouw leeg staan en werd het gerestaureerd door zijn nieuwe eigenaar, het Waalse Gewest.
- Sinds 1994 is er een Waals ministerie gevestigd in het gebouw, namelijk de Direction générale opérationnelle de l'Aménagement du territoire, du Logement, du Patrimoine et de l'Énergie[9].

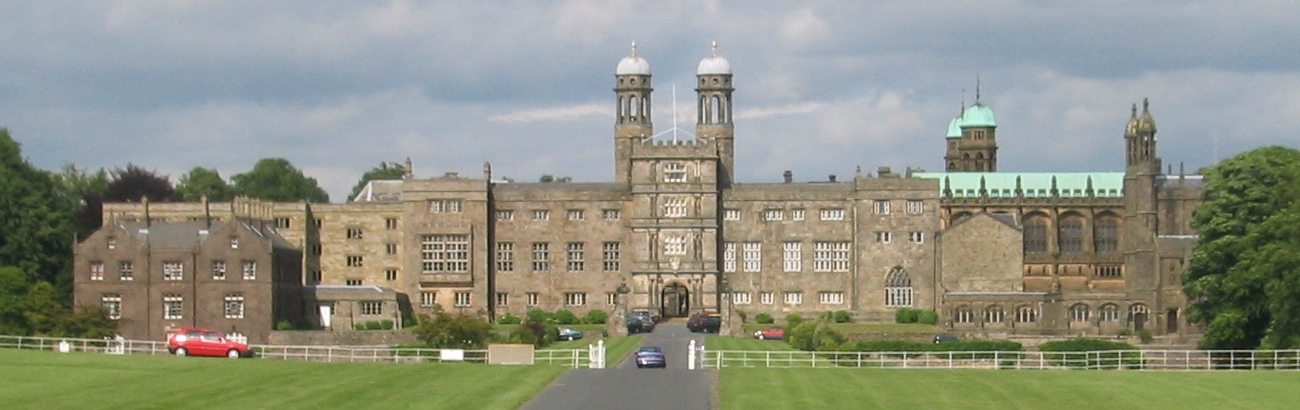
Stonyhurst College, een katholiek college in Engeland, werd gesticht door gevluchte Engelsen uit dit Luiks College (1794)